# Maohonigfresser
Der Mao-Honigfresser (Samoanisch: Mao oder Ma'oma'o, Gymnomyza samoensis) ist eine samoanische Vogelart aus der Familie der Honigfresser (Meliphagidae). Die Art ist endemisch auf den Samoainseln und gilt als gefährdet. 2014 wurde er vom United States Fish and Wildlife Service nach dem ESA-Programm des Endangered Species Act in die Liste der gefährdeten Arten aufgenommen.

## Merkmale
Der Mao ist ein großer Vertreter der Honigfresser. Er wird 28 bis 31 Zentimeter lang. Das Gefieder ist dunkel und variiert in der Farbe von schwärzlich an Kopf und Brust zu oliv-grün an Flügeln und Körper. Es gibt eine dunkle grünliche Stelle unter dem Auge. Der Schnabel ist lang, gebogen und schwarz bei den adulten und gelblich bei den Küken und juvenilen Vögeln. Beine und Füße sind ebenfalls schwarz. Adulte Vögel haben hellblaue oder braune Augen. Alle juvenilen Tiere haben eine braune Iris. Beim Laufen auf Stämmen und Ästen stellt er seinen Schwanz in charakteristischer Weise auf.

## Verhalten
Die Vögel sind sehr laut und lassen schöne Pfeifgeräusche und miauende Laute kurz vor Sonnenaufgang und in der Abenddämmerung hören. Brutpaare vollführen auch komplexe Duette.

### Fortpflanzung
Nester werden in unterschiedlicher Höhe in den Kronen von Bäumen gebaut. Ein einzelnes weißliches, braun-getupftes Ei wird in einem einfachen schüsselförmigen Nest aus Stöckchen abgelegt. Das Küken bleibt etwa einen Monat im Nest. In dieser Zeit wird es mit kleinen Eidechsen, wie Geckos, und Insekten gefüttert. Nach Verlassen des Nestes bleibt das Jungtier in der Umgebung des Nestes und wird vom Weibchen noch zwei bis zweieinhalb Monate gefüttert. In dieser Zeit folgt das Jungtier dem Weibchen und äußert laute Bettelrufe.

## Vorkommen
Auf Upolu und Savaiʻi gibt es noch Populationen. Die Population auf Tutuila ist offenbar ausgestorben. Die Vögel kommen gewöhnlich in Bergwäldern vor, dort geht sie vermutlich hauptsächlich aufgrund des fortschreitenden Lebensraumverlusts und der Raubtierjagd in ihrem Verbreitungsgebiet zurück. Sie wurden aber auch schon in Buschland und in Kokospalmen an der Küste beobachtet.
Die Population dieser Art ist sehr klein und besteht nur noch aus 150–250 erwachsenen Tieren (Stand: 2022). Sie gilt daher als gefährdet. Die Art wird bedroht durch die Zerstörung der Wälder und die Verbreitung eingeschleppter Feinde, wie zum Beispiel Ratten.